# Библиотека античной литературы
«Библиотека античной литературы» — серия книг, выпущенная издательством «Художественная литература» в СССР в 1963—1991 годах.
Предисловия к книгам серии писали известные филологи и антиковеды — А. Ф. Лосев, М. Л. Гаспаров и другие. В этих вступительных очерках серьёзные исследования (по мнению С. С. Аверинцева, в любой вступительной статье Гаспарова «к изданиям серии „Библиотека античной литературы“ очень высок коэффициент оригинальности мысли») сочетались с популярным и доступным изложением.

## Состав серии

### 1963
- Эллинские поэты. — 408 с. Тираж 25 000 экз.

Авторы: «Гомеровы гимны» — Гесиод — Архилох — Сафо — Семонид Аморгский — Алкман — Мимнерм — Алкей — Стесихор — Феогнид — Ивик — Анакреонт; поэтессы Эринна, Праксилла, Коринна; приложение — «Война мышей и лягушек» (анонимно, перевод М. Альтмана), новонайденные стихотворения греческих поэтов (перевод С. Лурье).
Переводчик: В. Вересаев
- Катулл. Тибулл. Проперций / Переводы с латинского. Предисловие и редакция переводов Ф. Петровского. Комментарии Е. Берковой. Художник А. Белюкин. – М.: Государственное издательство художественной литературы, 1963. — 512 с. Тираж 50000 экз.

### 1964
- Менандр. Комедии. Герод. Мимиамбы. Пер. с древнегреческого С. Апта, Г. Церетели, С. Аверинцева, В. Смирина. Предисл. К. Полонской. Коммент. Г. Церетели и В. Смирина. Худ. Л. Кравченко. — 318, [2] с. Тираж 25 000 экз.

### 1965
- Гелиодор. Эфиопика. — 374 с. Тираж 50 000 экз.
- Платон. Избранные диалоги. — 442 с. Тираж 50 000 экз.

Диалоги: Протагор. Перевод Владимира Соловьёва; Пир. Перевод С. Апта; Федр. Перевод А. Егунова; Ион. Перевод Я. Боровского; Апология Сократа. Перевод Михаила Соловьёва; Критон. Перевод Михаила Соловьева; Федон. Перевод С. Маркиша.

### 1967
- Тит Макций Плавт. Избранные комедии. — 664 с. Тираж 30 000 экз.

### 1968
- Марциал. Эпиграммы. Пер. с латин., вступит. статья и коммент. Ф. Петровского. Худож.: Ф. Збарский. — 487[1] с. Тираж 50 000 экз.

### 1969
- Еврипид. Трагедии. В двух томах. Том 1. — 640 с. Тираж 40 000 экз.
- Еврипид. Трагедии. В двух томах. Том 2. — 720 с. Тираж 40 000 экз.

### 1970
- Историки Рима. — 496 с. Тираж 40 000 экз.

Авторы: Саллюстий. Ливий. Тацит. Светоний
- Гораций. Сочинения. — 480 с. Тираж 40 000 экз.

### 1971
- Эсхил. Трагедии. — 384 с. Тираж 40 000 экз.

### 1972
- Александрийская поэзия / Составление и предисловие М. Грабарь-Пассек. — 432 с. Тираж 50 000 экз.

Авторы: Феокрит, Мосх, Бион, Каллимах, Аполлоний Родосский, Мелеагр; анонимные стихотворения и эпиграммы.
Переводчики: М. Грабарь-Пассек, С. Аверинцев, Л. Блуменау, Г. Церетели и другие.

### 1973
- Овидий. Элегии и малые поэмы. — 528 с. Тираж 40 000 экз.

### 1974
- Аристофан. Избранные комедии / Пер. с древнегреческого Адр. Пиотровского. Предисл. В. Ярхо. Коммент. Адр. Пиотровского и В. Ярхо. Худ. Д. Митрохин. — 496 с. Тираж 40 000 экз.

Произведения: «Всадники» — «Облака» — «Тишина (Мир)» — «Лисистрата» — «Лягушки»

### 1975
- Цицерон. Избранные сочинения / Пер. с латин. Сост. и ред. М. Гаспарова, С. Ошерова и В. Смирнова. Вступ. ст. Г. Кнабе. Худ. В. Юрлов. — 456 с. Тираж 50 000 экз.

Речи: В защиту Секста Росция Америйца — Против Верреса. О казнях [Второе слушанье дела, книга пятая]. — Против Катилины. Первая речь… — В защиту Марка Целия Руфа — В защиту Тита Анния Милона.
Диалоги: Тускуланские беседы — Катон Старший, или О старости — Лелий, или О дружбе.
Переводчики: В. Смирин, В. Чемберджи, Т. Васильева, Н. Брагинская, М. Гаспаров, В. Горенштейн, Г. Кнабе. Все переводы опубликованы впервые, кроме «Катона Старшего» (В. Горенштейн).

### 1976
- Историки Греции / Пер. С древнегреч. Сост. и предисл. Т. Миллер. Примеч. М. Гаспарова и Т. Миллер. — 430 с. Тираж 50 000 экз.

Авторы: Геродот («История», книга первая и четвёртая); Фукидид («История», отрывки из первой, второй, третьей и пятой книги); Ксенофонт («Анабасис»)
Переводчики: И. Мартынов, Ф. Мищенко, С. Жебелёв, С. Ошеров

### 1977
- Овидий. Метаморфозы. — 432 с. Тираж 40 000 экз.

### 1978
- Гомер. Илиада. — Пер. с древнегреческого Н. Гнедича. Вступ. статья В. Ярхо. Примечания С. Ошерова. Худ. Д. Бисти. — 534,[2] с. Тираж 50 000 экз.

### 1979
- Вергилий. Буколики. Георгики. Энеида . — 550 с. Тираж 50 000 экз.

### 1981
- Гомер. Одиссея. — 408 с. Тираж 50 000 экз.

### 1982
- Поздняя латинская поэзия / Пер. с лат.; Состав. и вступ. статья М. Гаспарова[3]. — 719 с. Тираж 50 000 экз.

Авторы: Авсоний, Клавдиан, Рутилий Намациан, Сидоний Аполлинарий. В книгу также включена анонимная комедия «Кверол» и анонимные стихи и эпиграммы. Практически все переводы (кроме нескольких стихотворений в переводах В. Брюсова, М. Грабарь-Пассек и Ф. Пиотровского) опубликованы впервые.
Переводчики: М. Гаспаров, Ю. Шульц, О. Смыка.

### 1983
- Плутарх. Сочинения / Сост. С. Аверинцева; Вступит. статья А. Лосева; Коммент. А. Столярова. — 704 с. Тираж 50 000 экз.

Содержание: Сравнительные жизнеописания (Александр и Цезарь, Агесилай и Помпей, Демосфен и Цицерон). Трактаты и диалоги: «Наставление супругам» — «Пир семи мудрецов» — «О суеверии» — «О доблестях женщин» — «О судьбе и доблести Александра» (речь первая; речь вторая) — «О подавлении гнева» — «О болтливости» — «О любопытстве» — «О сребролюбии» — «О демоне Сократа» — «Слово утешение к жене» — «Об Эроте» — «Наставления о государственных делах».
- Лукреций. О природе вещей. — 384 с. Тираж 50 000 экз.

### 1985
- Теренций. Комедии. — 574 с. Тираж 50 000 экз. Перевод А. В. Артюшков
- Ораторы Греции. — 496 с. Тираж 75 000 экз.

Переводчики: С. П. Кондратьев, Э. Г. Юнц, С. А. Ошеров, М. Л. Гаспаров, Е. Г. Рабинович, Н. В. Брагинская, М. Е. Грабарь-Пассек, Ю. Ф. Шульц, Т. А. Миллер.

### 1986
- Сенека. Нравственные письма к Луцилию. Трагедии. — 544 с. Тираж 100 000 экз.

### 1987
- Лукиан. Избранное. — 624 с. Тираж 100 000 экз. Переводчики: Э. Диль, Н. Баранов, В. Чемберджи, С. Сребрной, С. Радлов, Д. Сергеевский, С. Лукьянов, С. Меликова-Толстая, Я. Любарский, К. Тревер, И. Толстой, Б. Казанский, К. Колобова, С. Толстая, С. А. Ошеров.

### 1988
- Апулей. «Метаморфозы» и другие сочинения. — 400 с. Тираж 75 000 экз. — ISBN 5-280-00323-9
- Софокл. Трагедии. — 496 с. Тираж 100 000 экз. — ISBN 5-280-00324-7

### 1989
- Римская сатира. — 544 с. Тираж 100 000 экз. — ISBN 5-280-00933-4

Авторы: Гораций, Персий, Петроний, Ювенал, Энний, Луцилий, Варрон; Апофеоз Божественного Клавдия, Завещание поросёнка (анонимно)
Переводчики: М. Дмитриев, Ф. Петровский, Д. Недович, М. Гаспаров, Е. Рабинович, Б. Ярхо. Впервые опубликован «Сатирикон» Петрония в переводе А. Гаврилова и Б. Ярхо.

### 1991
- Античная басня. - 512 с. Тираж 50 000 - ISBN 5-280-01210-6

Авторы:  Эзоп, Бабрий, Федр
Переводчик: Гаспаров М.Л. Книга изначально была объявлена в рамках серии, однако вышла без указания принадлежности к серии, однако с сохранением оформления и структуры характерной для серии, за исключением формата.

## Редакционная коллегия
- Аверинцев, Сергей Сергеевич
- Апт, Соломон Константинович
- Гаспаров, Михаил Леонович
- Тахо-Годи, Аза Алибековна
- Шервинский, Сергей Васильевич
- Ярхо, Виктор Ноевич